# Universidad de Artois
La Universidad de Artois (en francés: Université d'Artois) es una universidad pública situada en la región de Alta Francia, en los departamentos  Norte y Paso de Calais. Se reparte en 5 campus en las localidades de Arrás, Béthune, Douai, Lens y Liévin. La Universidad de Artois es miembro del Colegio Europeo de Doctorado Lille-Nord-Pas de Calais y del grupo formado por la Universidad de Lille Nord-de-France.

## Programas y estudios
La universidad ofrece licenciaturas, maestrías y doctorados en artes y humanidades, así como en varios campos CTIM. 
La universidad también ofrece certificaciones BUT y DEUST en varios campos, que incluyen negocios, gestión, ingeniería mecánica, y tecnología.

## Composición
La Universidad de Artois consta de 8 facultades y 2 institutos tecnológicos:

### Campus de Arras
- Facultad de Historia, Geografía y Estudios del Patrimonio
- Facultad de Lenguas Extranjeras
- Facultad de Letras y Artes
- Facultad de Ciencias Económicas, Empresariales, Administrativas y Sociales

### Campus de Béthune
- Instituto Tecnológico de Béthune
- Facultad de Ciencias Aplicadas

### Campus de Douai
- Facultad de Derecho

### Campus de Lens
- Facultad de Ciencias
- Instituto Lens de Tecnología: Comercio, Administración, TI, Estudios de Medios Digitales, Servicios de Salud

### Campus de Liévin
- Facultad de Deportes y Educación Física

## Personalidades destacadas
- Jean-Pierre Arrignon (1943-2021) - historiador
- Laurent Warlouzet (1978-) - historiador

## Alumnos destacados
- Bruno Bilde (nacido en 1976) - político
- Bruno Studer (nacido en 1978) - político
- Hugues Fabrice Zango (nacido en 1993) - Atleta burkinabé que se especializa en el salto triple y el salto de longitud